# Alexandre Perov
Pour les articles homonymes, voir Perov.
Alexandre Nikolaïevitch Perov (en russe : Александр Николаевич Перов, né le 2 juin 1955 à Kaliningrad en Russie soviétique) est un coureur cycliste sur piste.
Intégré dans l'équipe soviétique en 1975, Alexandre Perov participe aux Jeux olympiques en 1976. Il est sociétaire du Dynamo de Krasnodar.

## Palmarès
- 1975
  -  Champion d'Union soviétique de poursuite individuelle[2]
  -  Médaillé d'argent du championnat du monde de poursuite par équipes amateurs (avec Vladimir Osokin, Vitali Petrakov et Viktor Sokolov)
  - Quart-de-finaliste du championnat du monde de poursuite individuelle amateurs[3]
- 1976
  -   Champion d'Union soviétique de poursuite par équipes (avec Vladimir Osokin, Vitali Petrakov et Viktor Sokolov)
  -  Médaillé d'argent de la poursuite par équipes aux Jeux olympiques de Montréal (avec Vladimir Osokin, Vitali Petrakov et Viktor Sokolov)
  - 2e de la poursuite individuelle au championnat d'URSS[4]
- 1977
  - 4e du championnat du monde de poursuite par équipes amateurs (avec Vladimir Osokin, Vitali Petrakov et Vasili Ehrlich)